# Pieštvė
Pieštvė (nota anche come Beisten, Bisten, Pistene, Pista, Pestwa o in altre varianti simili nelle cronache medievali) fu una fortezza di legno utilizzata come postazione difensiva durante la crociata lituana, nel periodo di lotta tra Granducato di Lituania e Stato monastico dei Cavalieri Teutonici. Localizzata su una fortezza di collina conosciuta come collina Palemon a Seredžius, nel comune distrettuale di Jurbarkas, in Lituania, non è molto distante dalla confluenza dei fiumi Nemunas e Dubysa. Questo importante avamposto difensivo baltico, menzionato per la prima volta in fonti scritte nel 1293, risultò attaccato numerose volte dall'ordine: poiché si trovava vicino a Junigeda (Veliuona), entrambe le fortezze subivano spesso assalti in contemporanea. Affrontò un grave incendio nel 1363, un anno dopo la caduta del castello di Kaunas, ma fu ricostruita nel maggio 1412, perdendo presto la sua importanza strategica in virtù del trattato di Melno (1422). Da quell'anno la struttura fu abbandonata. Gli studiosi del passato l'hanno spesso confusa con la vicina Bisenė.

## Storia

### Preistoria e leggende
Gli scavi archeologici mostrano che la gente viveva sul forte della collina e nei suoi dintorni molto prima della crociata teutonica. Un luogo di sepoltura del VII secolo, scavato negli anni Ottanta, si trova a circa 500 m a sud-est dell'altura. Ai piedi di quest'ultima, verso est e ovest, sorgeva un insediamento dall'inizio dell'anno Mille circa che copriva un'area vasta circa 1,5 ettari.
Le cronache lituane del XVI secolo riportano la leggenda delle origini romane dei lituani. Secondo il racconto, Polemone e il suo seguito risalirono il fiume Nemunas fino alla foce del Dubysa e lì scorsero un'alta collina, su cui decisero di costruire la "Nuova Roma". La leggenda divenne poi popolare e, per questa regione, la collina dove un tempo sorgeva Pieštvė divenne nota come collina Polemon (o Palemon). Il nome storico fu conservato assegnandolo anche al Pieštvė, un piccolo rigagnolo che scorre vicino alla collina nel Neman, e da Peštvėnai, un antico villaggio situato circa 2 km a nord di Seredžius.
La tradizione locale ritiene che la collina sia stato un luogo sacro dedicato al dio Perkūnas, circostanza che potrebbe lasciare spazio alle ipotesi di chi lo voleva un luogo di culto caro ai pagani locali.

### Crociata lituana
La fortezza di Pieštvė compare per la prima volta in fonti scritte nella cronaca di Pietro di Duisburg il 25 luglio 1293, quando l'ordine teutonico organizzò un attacco a Pieštvė e alla vicina Junigeda (Veliuona). All'epoca, i teutonici bruciarono il cortile esterno, ma non riuscirono ad espugnare la fortificazione interna. L'anno successivo, tre confratelli teutonici eseguirono un agguato in maniera furtiva nei pressi della fortezza, riuscendo a recuperare un'intera mandria di bestiame e a portare con sé 70 prigionieri in Prussia. L'ordine religioso cavalleresco, guidato da Kunon, komtur di Brandenburg (oggi Ušakovo), colpì sia Pieštvė che Junigeda ancora nel 1298, incendiando con successo le parti esterne e poi in una terza occasione nell'autunno 1318, comandati dal maresciallo Heinrich von Plötzke. I danni si dimostrarono particolarmente elevati in tale annata, perché i lituani persero il raccolto recente conservato negli edifici bruciati. I cavalieri riprovarono ad espugnarla nell'aprile del 1319, ma gli incursori mancavano di disciplina e i lituani erano informati dell'imminente combattimento grazie ad informazioni ottenute giorni prima.

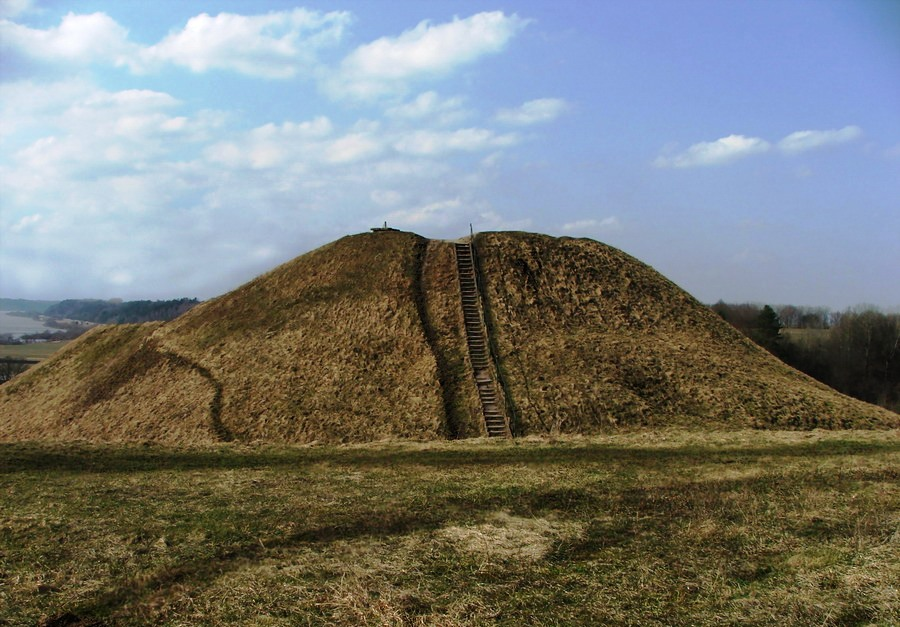
Scalinata in legno che conduce alla collina di Palemon

Nel febbraio 1322, Pieštvė fu attaccata da una grande forza teutonica, rinforzata da crociati ospiti dell'Europa occidentale. Il secondo giorno di scontri, i difensori offrirono degli ostaggi e accettarono di arrendersi. Nel 1336, dopo la vittoria a Pilėnai, i teutonici iniziarono a costruire una fortezza sull'isola di Romainiai sul Nemunas, tra Pieštvė e Junigeda. La fortezza, conosciuta come Marienburg, fu comunque distrutta in fretta dai lituani. L'anno successivo, molti cavalieri stranieri, tra cui Enrico XIV di Baviera e nobili della Borgogna e del Piemonte, giunsero per la crociata. Questi costruirono Bayernburg, una rete di tre strutture così chiamata in onore di Enrico, e probabilmente ricostruirono Marienburg. Tuttavia, una simile ricostruzione non risulta supportata da successive fonti storiche e, quindi, o fu rapidamente distrutta dai lituani o abbandonata dall'ordine.
Nel febbraio 1345, un grande esercito di molti reali europei, tra cui il re Giovanni I di Boemia con suo figlio Carlo, il re Luigi I d'Ungheria, Guglielmo II di Hainaut, Günther von Schwarzburg Pietro I di Borbone, Enrico II di Holstein-Rendsburg, si avvicinarono a Pieštvė e Junigeda, ma ricevettero false notizie di un'incursione lituana verso Königsberg e si precipitarono indietro per difenderla. In realtà, i baltici attaccarono nella direzione opposta verso la Livonia distruggendo Tērvete, bruciando il cortile esterno di Mitau e saccheggiando le aree intorno a Sigulda e Turaida. Un disgelo primaverile rese impossibile il ritorno in Lituania e, quindi, la grande campagna pianificata si concluse senza grandi risultati. Il fallimento portò inoltre alle dimissioni del Gran Maestro Ludolf König.
Pieštvė rimase un'importante fortezza lituana, come evidenziato dal rilievo teutonico quando riuscirono ad aggirarla tranquillamente nella loro incursione del 1348 nei dintorni di Ariogala. Nel 1357, Pieštvė fu minacciata da un esercito crociato di Francia, Inghilterra e Norimberga, ma gli invasori decisero alla fine di virare verso Junigeda, dove furono sconfitti. Nell'aprile 1363, un anno dopo la caduta del castello di Kaunas, i tedeschi attaccarono e distrussero la nuova Kaunas, che i lituani stavano frettolosamente ricostruendo alla foce del Nevėžis e concentrarono la propria attenzione verso Pieštvė. Prima di attaccare, i teutonici offrirono ai difensori l'opportunità di arrendersi: questi rifiutarono e, la notte prima della lotta, i baltici abbandonarono la fortezza e si diedero alla fuga. Essendo tutti scappati, si preferì incendiare la costruzione e abbatterla, così come avvenne a Junigeda. La perdita di questi avamposti difensivi lungo il fiume Nemunas si rivelò una grave battuta d'arresto per i lituani e significò un periodo di più intensi attacchi teutonici.
La fortezza di Pieštvė fu ricostruita nel maggio 1412 dal granduca Vitoldo, in preparazione di una possibile guerra contro lo Stato monastico per la Samogizia. Tuttavia, le dispute territoriali furono risolte dopo la guerra di Gollub e il trattato di Melno (1422). Pieštvė e altre fortezze lungo il Nemunas persero la loro importanza strategica e andarono abbandonate.

## Descrizione
Le fonti storiche non fornirono una descrizione della fortezza e non sono stati effettuati scavi archeologici sul forte di collina. Pertanto, le informazioni disponibili sulla fortezza sono molto rudimentali; sulla base di osservazioni preliminari, la postazione difensiva si dispiegava 60x35 m lungo l'asse est-ovest. Circondata da mura di legno e ripidi pendii di 30 m di altezza, all'estremità orientale, era separata dalla città castello da un terrapieno di altezza pari a 7 m, un fossato di 2 m di profondità e 10 di larghezza, oltre a un altro bastione di 3 m in altezza e 10 in larghezza.